# Église Sainte-Colombe de Sainte-Colombe-en-Bruilhois
Pour les articles homonymes, voir Église Sainte-Colombe de Sainte-Colombe.
L'église Sainte-Colombe est une église catholique située dans la commune de Sainte-Colombe-en-Bruilhois, dans le département de Lot-et-Garonne, en France.

## Localisation
L'église Sainte-Colombe est située au centre du bourg.

## Historique
L'église est dédiée à sainte Colombe de Sens. C'est par erreur que certains sites l'appellent église Notre-Dame-du-Bourg.
L'édifice est inscrit au titre des monuments historiques le 7 janvier 1926.

## Description
L'abside est romane, voûtée en cul-de-four ovoïde précédée d'une petite travée en berceau brisé, du XIIe siècle. Un arc triomphal très fort sépare l'abside de la nef.
Une grande partie de la nef de quatre travées est du XVe siècle avec un bas-côté de quatre travées au nord. Il y a des constructions partielles qui datent de la Renaissance et que révèlent les caractères du style et les raccords de l'appareil extérieur, plutôt que la forme des voûtes. 
Un massif quadrangulaire porte une tour octogone avec une flèche en pierre qui a été refaite au XVIIe siècle. Une tourelle flanquante au nord, essorée d'une flèche, renferme l'escalier du clocher.

## Vitraux
Des vitraux ont été posés aux fenêtres à la fin du XIXe siècle. Plusieurs ateliers les ont réalisés :
- la maison Goussard de Condom a réalisé le vitrail de la Résurrection du Christ,
- l'atelier de Henri L. V. Gesta fils de Toulouse a réalisé le vitrail de sainte Élisabeth et de sainte Jeanne d'Arc,
- l'atelier Étienne et Mouilleron de Bar-le-Duc a exécuté en 1893 le vitrail représentant saint Louis de Gonzague.

D'autres vitraux ont été posés sans signature. Ils sont probablement de Henri L. V. Gesta fils.

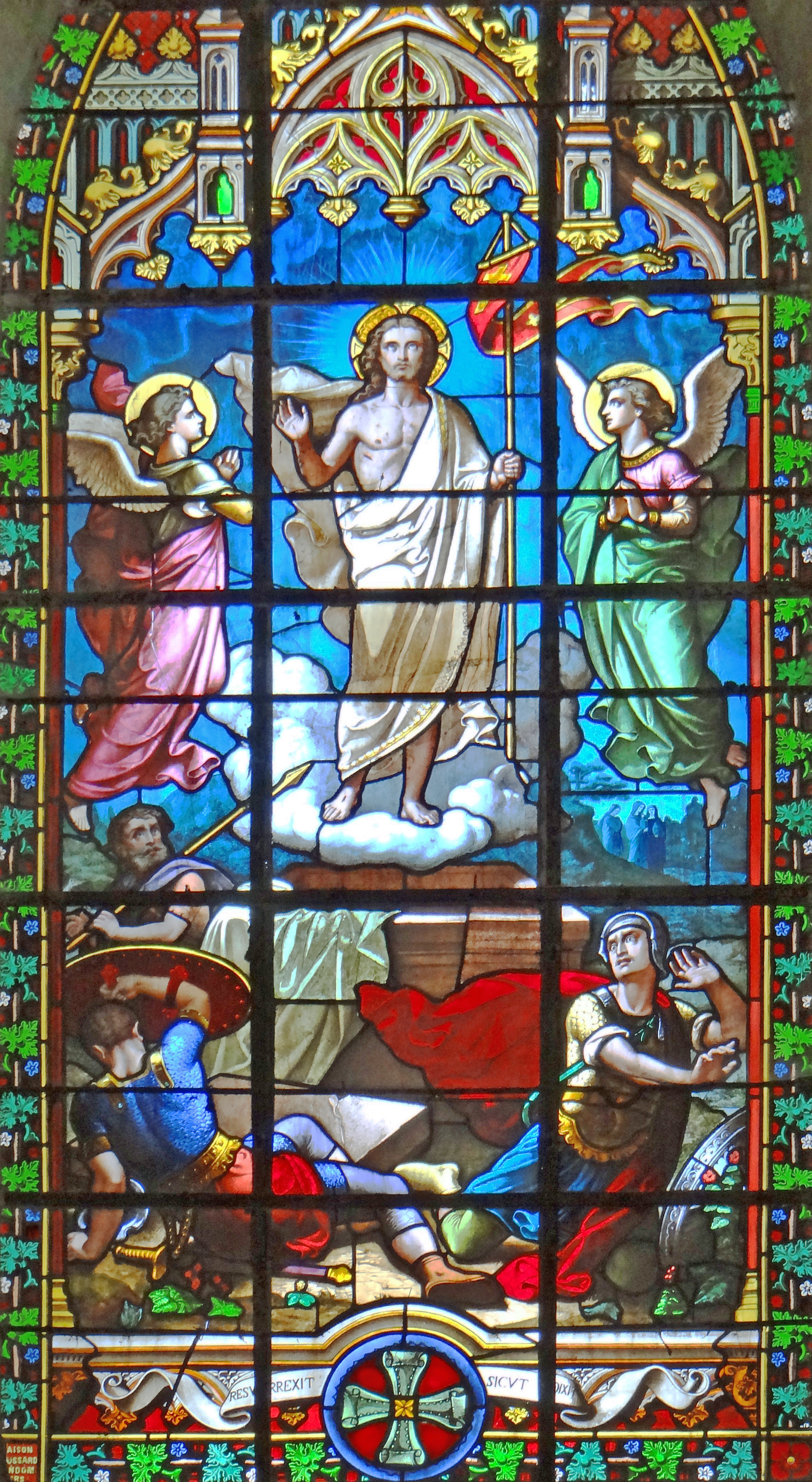
Résurrection du Christ Maison Goussard de Condom
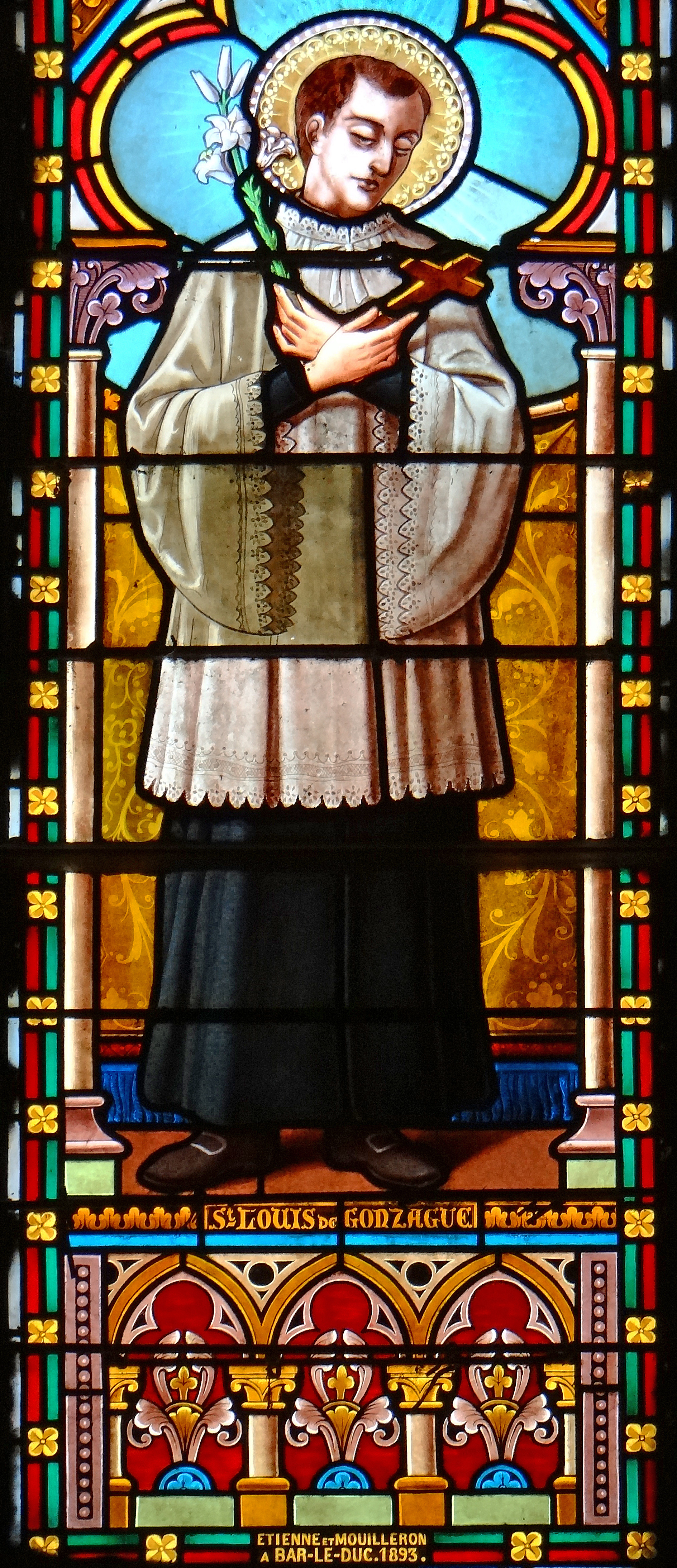
Saint Louis de Gonzague (1893) Atelier Étienne et Mouilleron de Bar-le-Duc
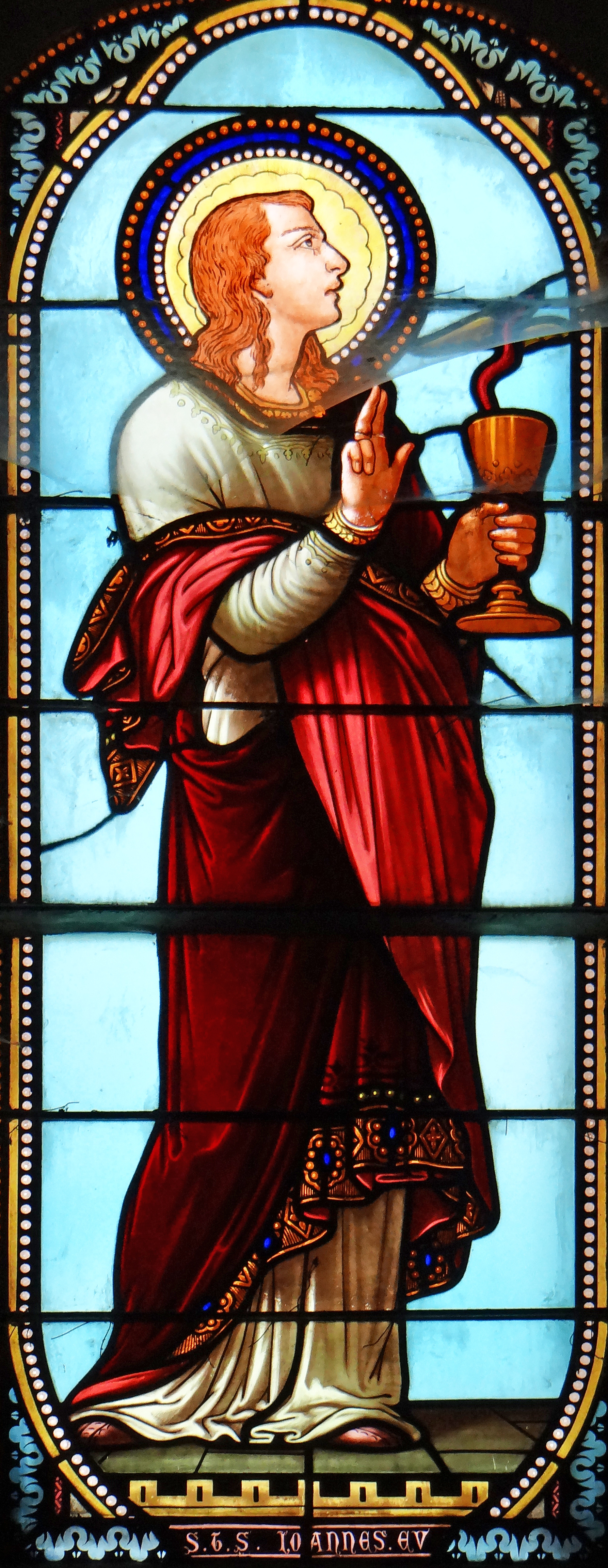
Saint Jean l'évangéliste
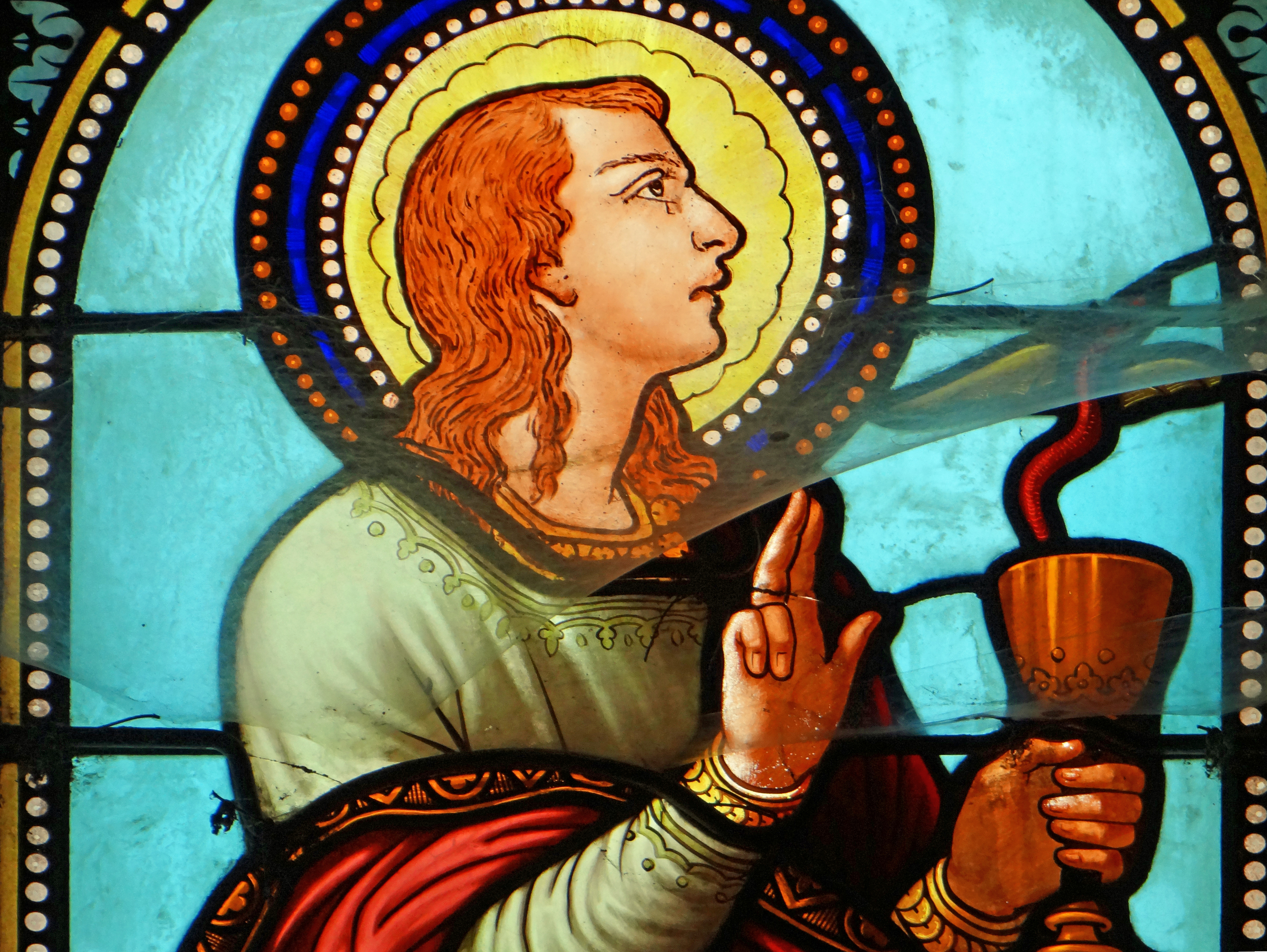
Saint Jean l'évangéliste (détail)
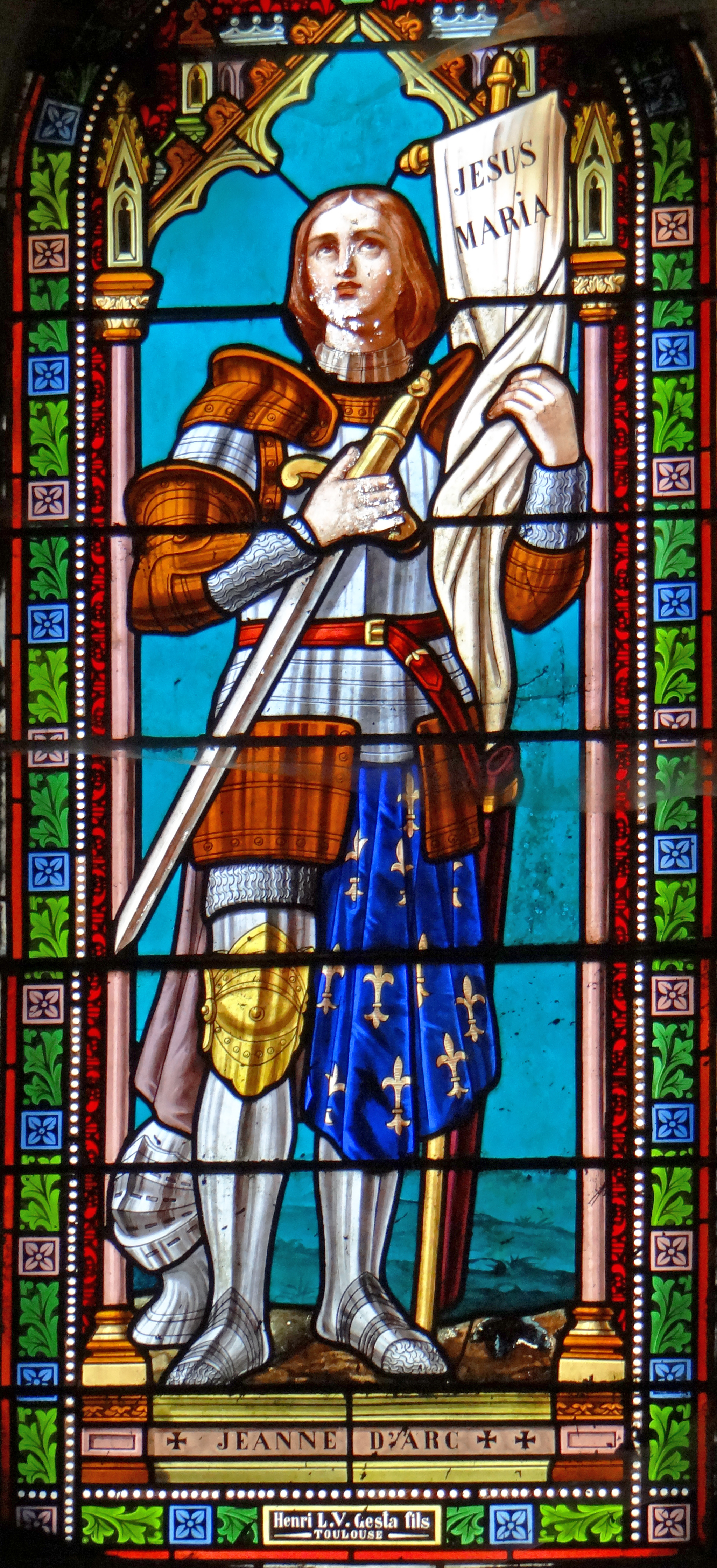
Sainte Jeanne d'Arc Atelier de Henri L. V. Gesta fils de Toulouse
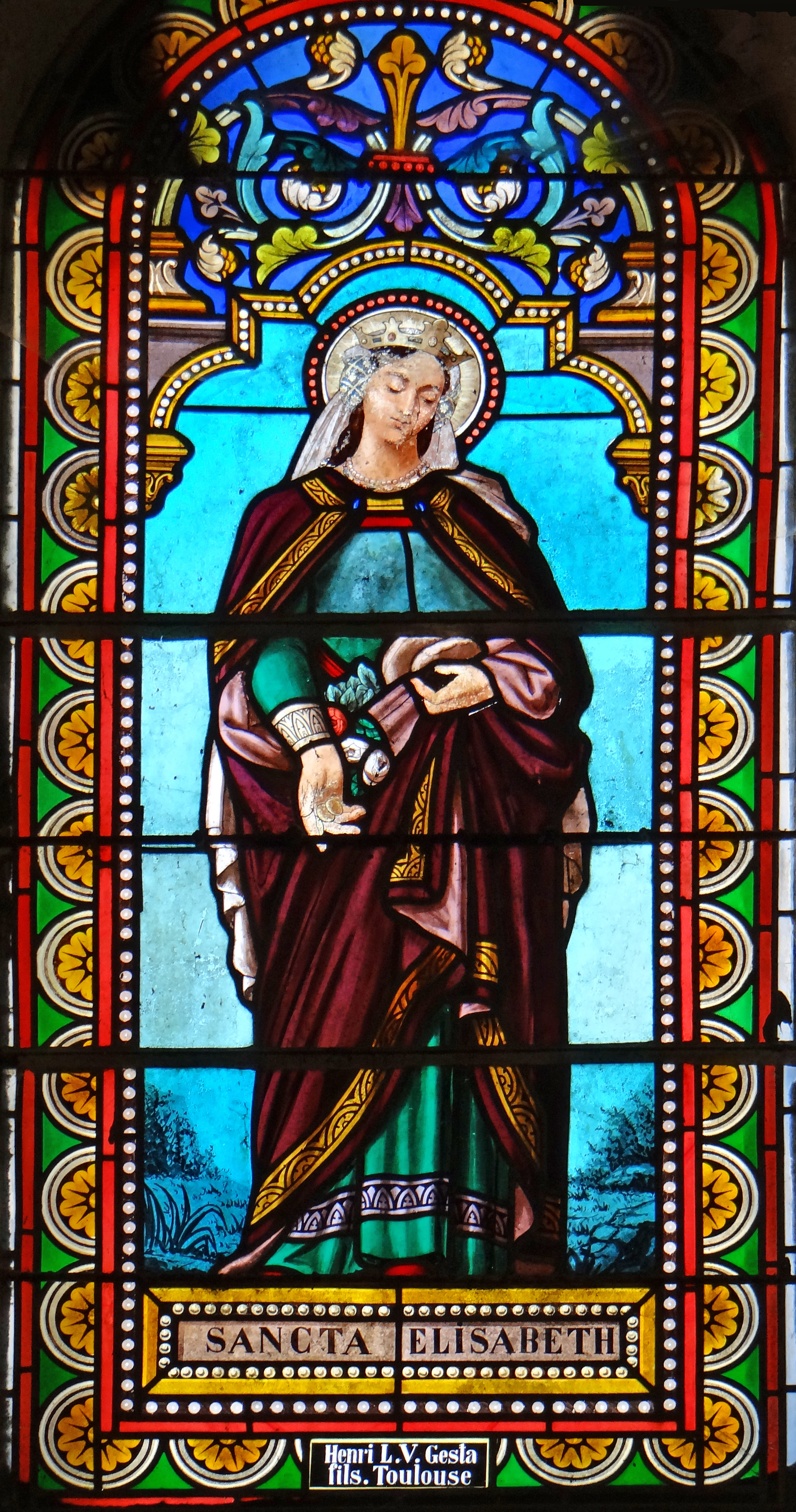
Sainte Élisabeth Atelier de Henri L. V. Gesta fils de Toulouse